# Hedersärmvinkel

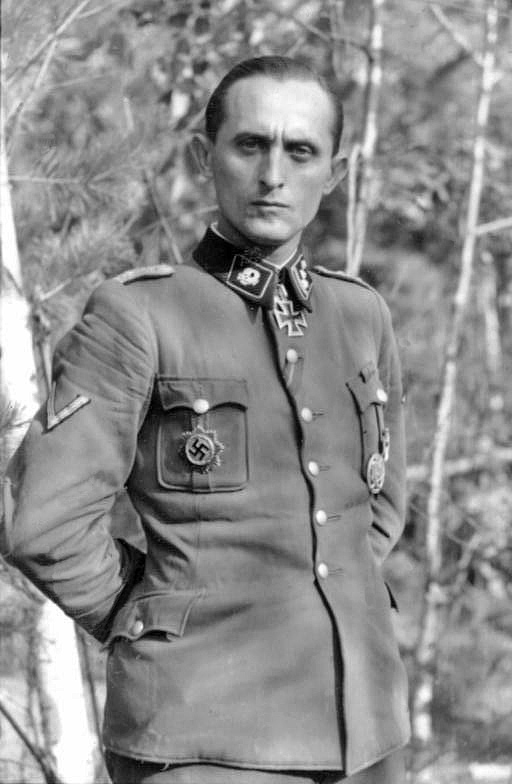
Obersturmführer Max Seela (1911–1999) med hedersärmvinkeln. Han bär även Riddarkorset av Järnkorset och Tyska korset i guld.

Hedersärmvinkel (tyska Ehrenwinkel der Alten Kämpfer) var en av Nationalsocialistiska tyska arbetarepartiets (NSDAP) utmärkelser. Den bars endast av medlemmar av Schutzstaffel (SS), som hade anslutit sig till SS, NSDAP eller någon annan partianknuten organisation före den 30 januari 1933, det vill säga den dag då Adolf Hitler utnämndes till Tysklands rikskansler. Hedersärmvinkeln, som instiftades av Adolf Hitler i februari 1934, bars på uniformens övre högerärm.

## Bärare i urval
- Kurt Daluege
- Josef Dietrich
- Adolf Eichmann
- Karl Hermann Frank
- Richard Glücks
- Amon Göth
- Jakob Grimminger
- Karl Hanke
- Paul Hausser
- Heinrich Himmler
- Reinhard Heydrich
- Friedrich Jeckeln
- Ernst Kaltenbrunner
- Herbert Kappler
- Friedrich Wilhelm Krüger
- Franz Kutschera
- Emil Maurice
- Josef Mengele
- Arthur Nebe
- Oswald Pohl
- Julius Schreck
- Hermann Senkowsky
- Jürgen Stroop
- Karl Wolff

## Bilder

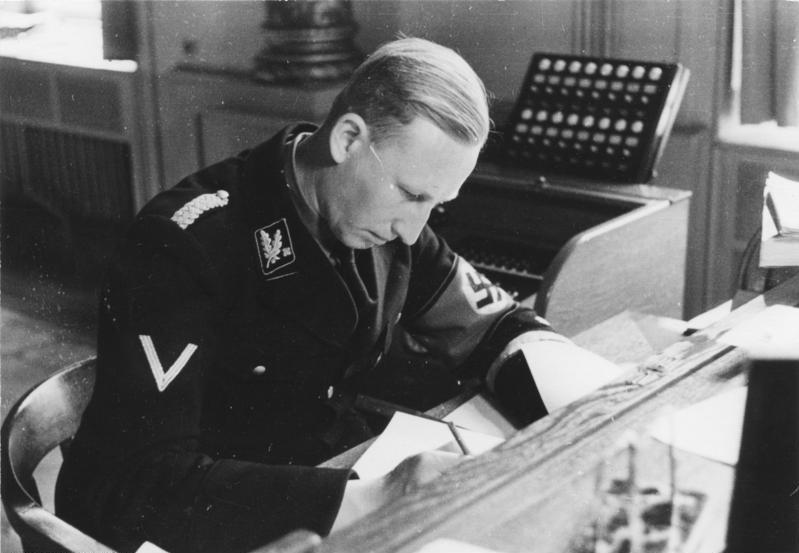
Dåvarande Brigadeführer Reinhard Heydrich.
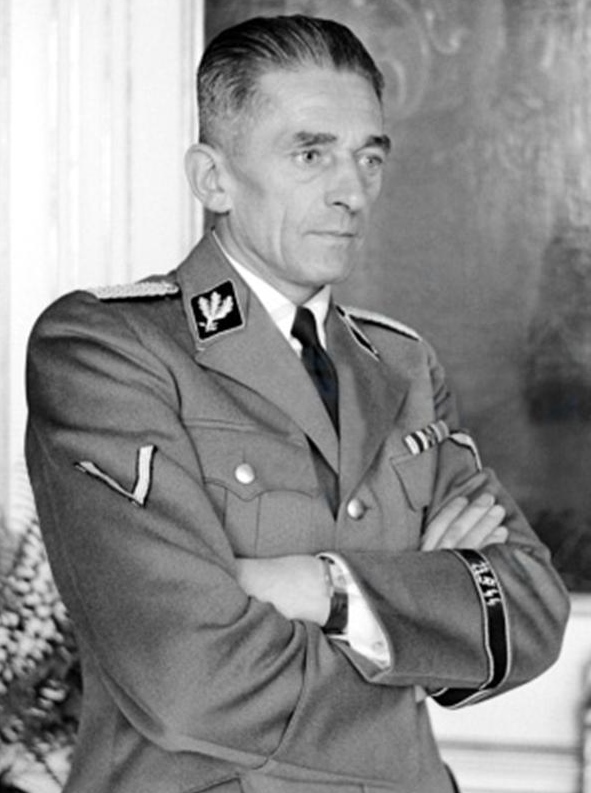
Dåvarande Gruppenführer Karl Hermann Frank.
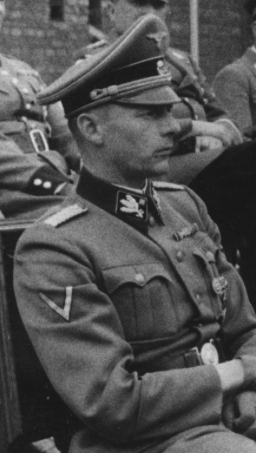
Obergruppenführer Friedrich Wilhelm Krüger.